# 戴維德·迪格斯
戴維德·丹尼爾·迪格斯（1982年1月24日—）是一名美國男演員、饒舌歌手、歌手和作曲家。他是另類嘻哈樂團clipping中的歌手。他在2015年飾演音樂劇《漢密爾頓》中的拉法耶特侯爵和湯馬斯·傑弗遜，並因此獲得一個格林美獎和一個東尼獎。離開《漢密爾頓》後，他在電視節目《黑人當道》 （2016–2018）并且配音了《小美人鱼》（2023） 真人版当中的螃蟹，電影《奇蹟男孩》（2017）和《藝海疑魂》（2019）中演出。迪格斯亦製作，編寫並主演2018的電影《盲點》，更以這電影獲得獨立精神獎最佳男主角的提名。在2020年，他主演《末世列車》的電視劇版。

## 早年生活和教育
迪格斯在加州奧克蘭出生。他母親是猶太人，父親則是非裔美國人。他的名字源自希伯來語的 "David"，意思是「被愛」，而名字中有兩個"e"（Daveed）是因為他父親認為那樣子比較好看。他的父母的種族亦對他的身份認同有幫助：他認為文化是不會分離的—他有很多不同種族的朋友。在他小時侯，他對自己的身份認同為猶太人，亦十分重視非裔美國人的文化。
迪格斯是加州伯克利高中的畢業生，隨後在2004年，在布朗大學的戲劇藝術學士課程中畢業。他因出色的田徑表現而被布朗大學招募，並在大學二年級時以14.21秒打破學校的110米跨欄的記錄。畢業之後，他成為了代課老師。

## 職業生涯

### 劇場
迪格斯最初在實驗劇場中演出，其中最受注目的是Marc Bamuthi Joseph的Word Becomes Flesh的全國性巡迴表演。他亦經常參與地區性的莎士比亞演出。
在2012年，林-曼努爾·米蘭達邀請迪格斯參與《漢密爾頓》早期版本的試演。他很欣賞米蘭達的作品和其熱情，並認為《漢密爾頓》能促使饒舌音樂劇的發展。他在2015年的外百老滙演出和2016年的百老滙演出中飾演拉法耶特侯爵和湯馬斯·傑弗遜，並因此獲得格林美獎的最佳音樂劇專輯和東尼獎的最佳音樂劇男主角。他在2016年7月15日離開《漢密爾頓》。

### 音樂
迪格斯是另類嘻哈和饒舌樂團clipping.的歌手和作詞家。該樂團在2009年由威廉·哈松（William Hutson）和喬納森·斯尼普斯 （Jonathan Snipes）創辦，迪格斯則在2010年加入。三人在2013件推出首張混音帶midcity並獲得好評。他們在2014年與Sub Pop簽約，然後推出專輯CLPPING，並在巡迴演出中作宣傳。在2016年，他們推出迷你專輯Wriggle和專輯Splendor & Misery。在2017年，他們推出了The Deep，這首歌時長五分半鐘，講述有關一群奴隸後裔在海底生活的故事，更在2018年獲得雨果獎最佳戲劇表現（短篇）的提名。
迪格斯與Brian Kinsman，Margot Padilla和克里斯蒂安·A·麥克勞林（Signor Benedick the Moor）組成True Neutral Crew。他們推出了兩張迷你專輯：#MONSANTO （2013）和#POPPUNK（2014），以及Live，一條二十分鐘的表演影片。在2016年，他們推出了首張專輯soft rules。
在2010年，迪格斯與拉斐爾·卡索創作了專輯The BAY BOY Mixtape。他也與齊娜卡·霍奇和卡索組成了三人組The Getback。The Getback隨後變成迪格斯、霍奇、卡索和其他歌手組成的樂團，包括鼓手Chukwudi Hodge，負責唱盤的Dion Decibels和負責小號和琴鍵的Max Miller-Logan。在2012年，他推出了首張饒舌專輯Small Things to a Giant。
他同時是由林-曼努爾·米蘭達和托馬斯·凱爾組成的即興饒舌樂團Freestyle Love Supreme的團員。
他亦有在Busdriver、喬治·華斯奇、拉斐爾·卡索和小萊斯利·奧多姆等人的歌曲中演出，以及為2016年的《優獸大都會》創作歌曲。

### 電視節目
迪格斯參與了《布朗克斯：街頭少年音樂夢》、《黑人當道》、《打不倒的金咪》和《法網遊龍：特案組》的製作。
迪格斯是2017年美國廣播公司節目The Mayor的執行製作人。同時為其創作歌曲並有份客串演出。自2017年初，他在《芝麻街》的《艾蒙的世界》中飾演麵條先生的兄弟：麵條先生。
在2018年初，迪格斯為Zelle拍攝數段廣告。
在2020年，他是由特納電視網製作的《末世列車》電視劇版的主演。

### 電影
迪格斯為迪士尼動畫《優獸大都會》創作和表演"Parlez Vous Rap"，這次是他第一次參與荷里活電影。
在2017年，迪格斯在由茱莉亞·羅勃茲和奧雲韋遜的《奇蹟男孩》，他是主角的學校老師。他也在《快D啦牛牛》中為乙哥配音。
在2018年，迪格斯與好友拉斐爾·卡索花了九年時間一起編寫、製作和演出電影《盲點》，該電影在2018年1月在辛丹斯電影節首映，隨後在7月27日在戲院上映。他的演出獲得好評，並在4月獲得Atlanta Film Festival的創新獎。他在電影中飾演柯林，一個在奧克蘭生活的重罪犯，並正嘗試渡過終身感化前的最後三日。
迪格斯現預定會在迪士尼的《小魚仙》真人版中為塞巴斯丁配音。和他一起參與《漢密爾頓》演出的林-曼努爾·米蘭達亦有為該電影創作新歌。

## 個人生活
迪格斯在2015年認識同樣有參與《漢密爾頓》演出的艾美·瑞佛-蘭普曼，兩人在2019年開始交往。

## 劇場表演
| 年份      | 戲劇名稱                                  | 角色                       | 表演場地                           |
| --------- | ----------------------------------------- | -------------------------- | ---------------------------------- |
| 2005      | Temptation                                | Dr. Henry Foustka          | Custom Made Theatre Company        |
| 2006      | Two Rooms                                 | Walker Harris              | Custom Made Theatre Company        |
| 2006      | 暴風雨                                    | 腓迪南/卡利班              | San Francisco Shakespeare Festival |
| 2007      | Jesus Hopped the 'A' Train                | Angel Cruz                 | 舊金山歌劇院                       |
| 2007      | 六度分離                                  | Paul                       | 舊金山歌劇院                       |
| 2008      | 脫愛勒斯與克萊西達                        | 脫愛勒斯                   | Pacific Repertory Theatre          |
| 2009      | A Civil War Christmas                     | Various ensemble roles     | TheatreWorks Silicon Valley        |
| 2010      | 紅燈冬日（Red Light Winter）              | Matt                       | Custom Made Theatre Company        |
| 2010      | Mirrors in Every Corner                   | Watts                      | Intersection for the Arts          |
| 2010      | In the Red and Brown Water                | The Egungun                | Marin Theatre Company              |
| 2011      | Fabulation, or the Re-Education of Undine | Flow Barnes Calles         | The Lorraine Hansberry Theatre     |
| 2012      | A Behanding in Spokane                    | Toby                       | 舊金山歌劇院                       |
| 2015      | 《漢密爾頓》漢密爾頓                      | 拉法耶特侯爵/湯馬斯·傑弗遜 | 公共劇院                           |
| 2015–2016 | 《漢密爾頓》漢密爾頓                      | 拉法耶特侯爵/湯馬斯·傑弗遜 | 理查德·羅傑斯劇場                  |
| 2019      | White Noise                               | Leo                        | 公共劇院                           |
| 2019      | Freestyle Love Supreme                    | 「迪格斯先生」/本人        | 布斯劇院                           |

## 影視作品
| 電影 | 電影                                             | 電影                       | 電影                             |
| 年份 | 作品                                             | 角色                       | 備注                             |
| ---- | ------------------------------------------------ | -------------------------- | -------------------------------- |
| 2010 | Rock Hard: The Rise and Fall of Sexual Detergent | Neil Davis                 | 短片                             |
| 2012 | Yoga Boner                                       | 本人                       | 短片                             |
| 2016 | 優獸大都會                                       | 不適用                     | "Parlez-Vous Rap" 的作者和表演者 |
| 2016 | Growing Up Wild                                  | 旁白                       | 記錄片                           |
| 2017 | 奇蹟男孩                                         | 布朗先生                   |                                  |
| 2017 | 萌牛費迪南                                       | 乙哥                       | 動畫配音                         |
| 2018 | Blindspotting                                    | Collin Hoskins             | 主演、編劇和製片人               |
| 2019 | 藝海疑魂                                         | Damrish                    |                                  |
| 2020 | 漢密爾頓                                         | 拉法耶特侯爵/湯馬斯·傑弗遜 | 攝錄於2016年的百老滙音樂劇       |
| 2020 | 靈魂急轉彎                                       | 保羅                       | 配音                             |
| 2021 | The Starling                                     | Ben                        |                                  |
| 2023 | 小美人魚                                         | Sebastian                  | 配音                             |
| 2023 | 魔髮精靈：樂團在一起                             | Spruce / Bruce             | 配音                             |
| 2024 | 五分钱男孩                                       | Adult Elwood               |                                  |

| 電視      | 電視                     | 電視                                      | 電視                                   |
| 年份      | 作品                     | 角色                                      | 備注                                   |
| --------- | ------------------------ | ----------------------------------------- | -------------------------------------- |
| 2014      | Hobbes and Me            | Hobbes                                    | 8集，網路劇                            |
| 2015–2016 | 法律與秩序：特殊受害者   | Counselor Henderson                       | 2集                                    |
| 2016–2017 | 布朗克斯：街頭少年音樂夢 | Adult Ezekiel Figuero                     | 10集                                   |
| 2016–2018 | 黑人當道                 | Johan Johnson                             | 10集                                   |
| 2017      | 芝麻街                   | Mr. Noodle's Brother                      | 集數："Elmo Comes Clean"               |
| 2017      | 打不倒的金咪             | 派瑞                                      | 3集                                    |
| 2017      | 環藥房自行車賽           | 山姆·羅賓森（青年）                       | 電視電影                               |
| 2017      | The Mayor                | Mac Etcetera                              | 集數："Pilot"; also executive producer |
| 2018      | 馬男波傑克               | Cooper Thomas Rogers Wallace Sr. (voice)  | 集數："The Amelia Earhart Story"       |
| 2018–2020 | 開心漢堡店               | Jesse / Douglas (voice)                   | 2集                                    |
| 2019      | Undone                   | Tunde (voice / rotoscoped motion capture) | 6集                                    |
| 2019      | 綠雞蛋和火腿             | 老鼠（配音）                              | 集數："Mouse"，客串                    |
| 2019–2020 | 星際大戰：抵抗勢力       | Norath Kev （配音）                       | 4集                                    |
| 2020–2020 | 末日列車                 | 安德烈·林頓                               | 主要角色                               |
| 2020–2022 | 中央公園                 | 海倫（配音）                              | 主要角色                               |
| 2020      | 上帝之鳥                 | 弗雷德里克·道格拉斯                       | 主要角色                               |

## 音樂作品
- The BAY BOY Mixtape (2010) - 與拉斐爾·卡索合作
- Small Things to a Giant (2012)
- Blindspotting: The Collin EP (2018)
- Seven Nights in Chicago (2019) - collaboration with Rafael Casal

### 與clipping.合作
- Dba118 (2012) - 迷你專輯
- midcity (2013)
- CLPPNG (2014)
- Wriggle (EP) (2016) - 迷你專輯
- REMXNG (2016) - 迷你專輯
- Splendor & Misery (2016)
- There Existed An Addiction To Blood (2019)

### 與True Neutral Crew合作
- #MONSANTO (2013) - 迷你專輯
- #POPPUNK (2014) - 迷你專輯
- soft rules (2016)

### 參與演出
- The Monster (2009) - 在"Running Down"和 "Wise Guys"中演出
- Mean Ones (2012) - 和聲歌手
- 漢密爾頓 (2015) - 音樂劇原聲帶
- Thumbs (2015) - 在"Surrounded by Millionaires"中演出
- Good For You (2016) - 單曲；擔任饒舌歌手
- Maiden Voyage Suite (2016) - Sir Benedick the Moor的迷你專輯；在"1200am"中演出
- x Infinity (2016) - 在"Exquisite Corpse"中演出

## 演唱會
- midcity 宣傳演唱會（5場，在美國和英國演出， 2013年2月19日╴2014年3月18日)
- CLPPNG 巡演（19場，在美國和英國演出，2014年7月3日╴11月10日)
- #POPPUNK 宣傳演唱會（3場，在美國演出，2014年7月17日╴2015年6月5日)

## 奬項與提名
| 年                           | 組織                        | 奬項                                           | 作品              | 結果 |
| ---------------------------- | --------------------------- | ---------------------------------------------- | ----------------- | ---- |
| 2015                         | Lucille Lortel Awards       | 最佳音樂劇男主角                               | 漢密爾頓          | 獲獎 |
| 2015                         | Drama League Award          | 卓越演出                                       | 漢密爾頓          | 提名 |
| 2015                         | Theatre World Award         | 最佳新人演出                                   | 漢密爾頓          | 獲獎 |
| 2016                         |                             |                                                | 漢密爾頓          |      |
| 東尼獎                       | 最佳音樂劇男主角            | 獲獎                                           | 漢密爾頓          |      |
| Drama League Award           | 卓越演出                    | 提名                                           | 漢密爾頓          |      |
| 葛萊美獎                     | 最佳音樂劇專輯              | 獲獎                                           | 漢密爾頓          |      |
| Fred and Adele Astaire Award | 最佳男舞者                  | 提名                                           | 漢密爾頓          |      |
| Broadway.com Audience Awards | 最受歡迎音樂劇男主角        | 提名                                           | 漢密爾頓          |      |
| Broadway.com Audience Awards | 最受歡迎有趣演出            | 提名                                           | 漢密爾頓          |      |
| Broadway.com Audience Awards | 最受歡迎突破性演出（男性）  | 獲獎                                           | 漢密爾頓          |      |
| 2017                         | 雨果獎                      | 最佳戲劇表現（短篇）（ 以clipping.的身份參與） | Splendor & Misery | 提名 |
| 2018                         | Atlanta Film Festival       | 創新獎                                         | Blindspotting     | 獲獎 |
| 2018                         | 獨立精神獎                  | 最佳男主角                                     | Blindspotting     | 提名 |
| 2019                         | Outer Critics Circle Awards | 最佳戲劇男主角                                 | White Noise       | 提名 |

### 榮譽
在2017年5月28日，戴維德·迪格斯在他的母校布朗大學第249屈畢業典禮中被授予藝術創作博士學位。